# Кунхефен
Кунхефен (њем. Kuhnhöfen) општина је у њемачкој савезној држави Рајна-Палатинат. Једно је од 192 општинска средишта округа Вестервалд. Према процјени из 2010. у општини је живјело 165 становника. Посједује регионалну шифру (AGS) 7143251.

## Географски и демографски подаци
Кунхефен се налази у савезној држави Рајна-Палатинат у округу Вестервалд. Општина се налази на надморској висини од 390 метара. Површина општине износи 1,7 km². У самом мјесту је, према процјени из 2010. године, живјело 165 становника. Просјечна густина становништва износи 98 становника/km².